# Biserica Sfântul Mihail din Cisnădioara
Biserica Sf. Mihail din Cisnădioara (în germană Michelsberg, în trad. Muntele [Sf.] Mihai) este un monument istoric și de arhitectură din secolul al XIII-lea, edificiu reprezentativ pentru arta romanică din Transilvania. Biserica din Cisnădioara se înscrie în seria bazilicilor de ispirație renană din zona Sibiului, alături de cea din Cisnădie, Ocna Sibiului, Gușterița etc. Fortificația și biserica figurează pe lista monumentelor istorice 2010,  cod LMI SB-II-a-A-12358, cu următoarele obiective:
- cod LMI SB-II-m-A-12358.01 - Biserica romanică "Sf. Mihail", 1176 - 1223;
- cod LMI SB-II-m-A-12358.02 - Incintă fortificată, secolul al XIII-lea.
- cod LMI SB-II-m-A-12358.03 - Turn exterior (est) - fragment, secolul al XIII-lea.

## Localitatea
Cisnădioara (în dialectul săsesc: Mächelsbärch, în germană Michelsberg, Michaelsberg, Michelsdorf, în maghiară Kisdisznód) este o localitate componentă a orașului Cisnădie din județul Sibiu, Transilvania, România.
Un act de donație din anul 1223 este prima atestare documentară a Cisnădioarei; prin acesta, bazilica fortificată din deal (finalizată în același an) era donată mănăstirii cisterciene de la Cârța de către Magister Gocelinus. Săpăturile arheologice vorbesc însă despre o așezare mult mai veche, din perioada La Tène, aflată pe același deal.

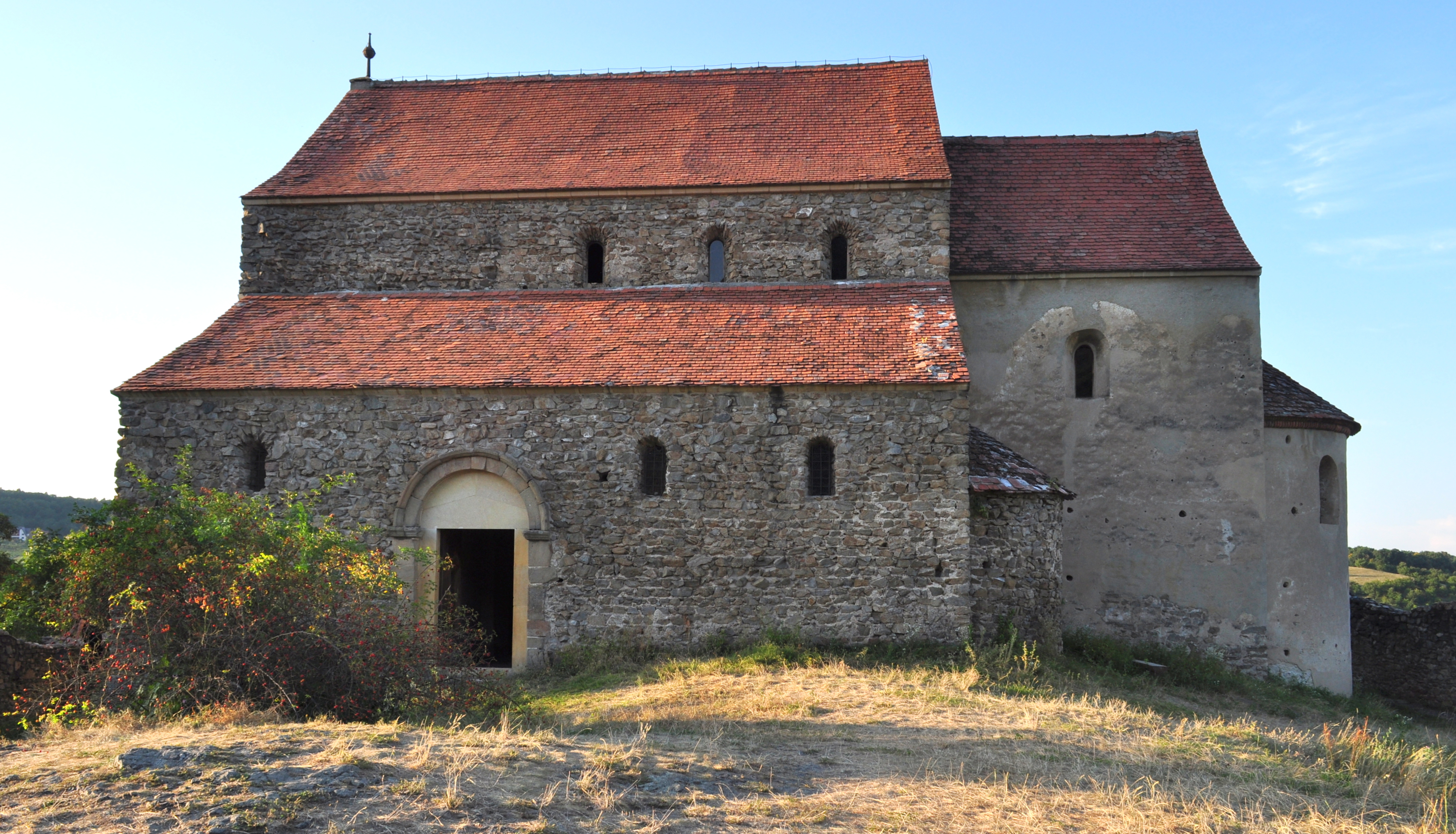
Biserica-muzeu „Sf. Mihail" din Cisnădioara, județul Sibiu, foto: august 2011.

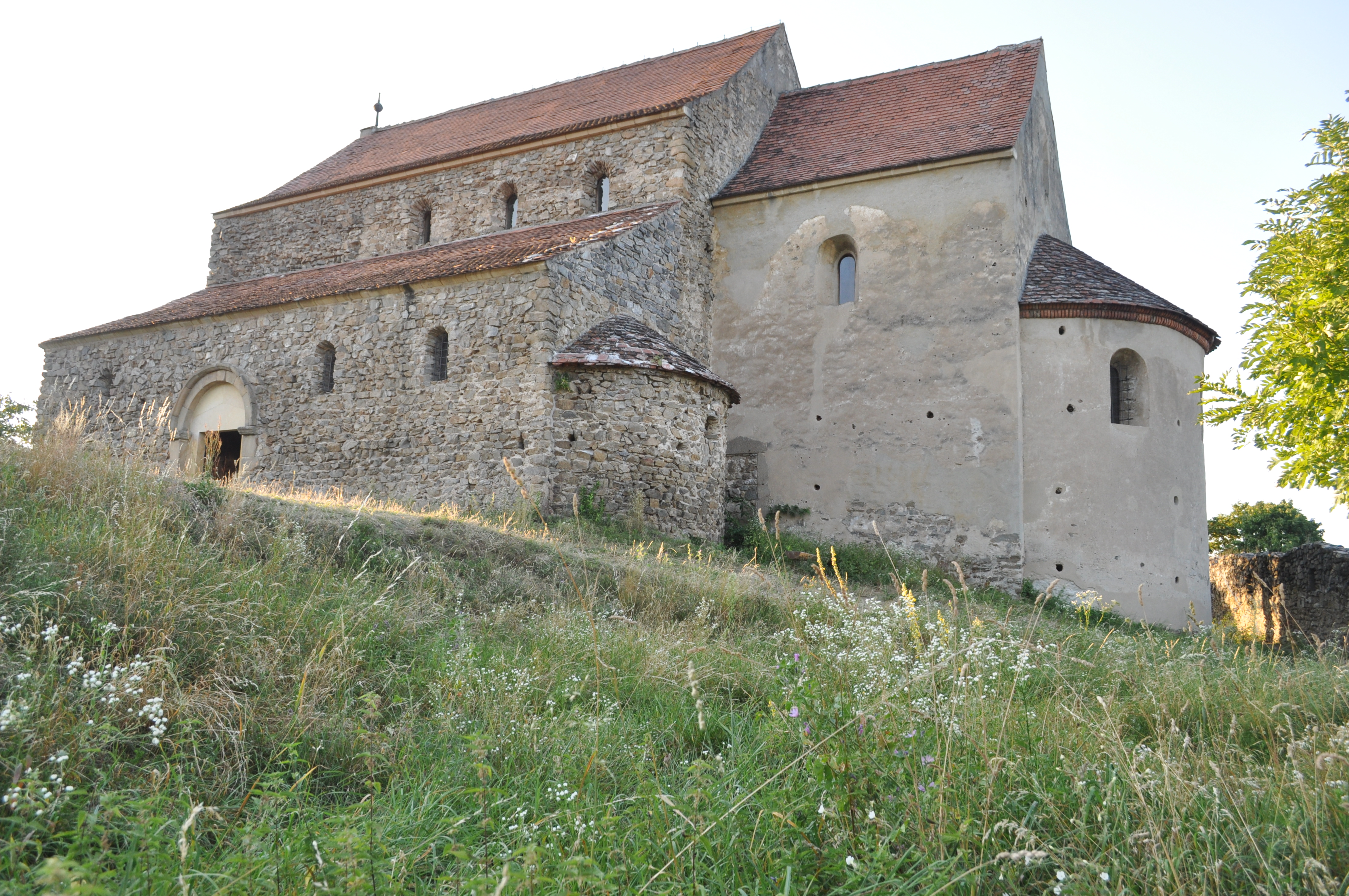
Biserica-muzeu „Sf. Mihail" din Cisnădioara, județul Sibiu, foto: august 2011.

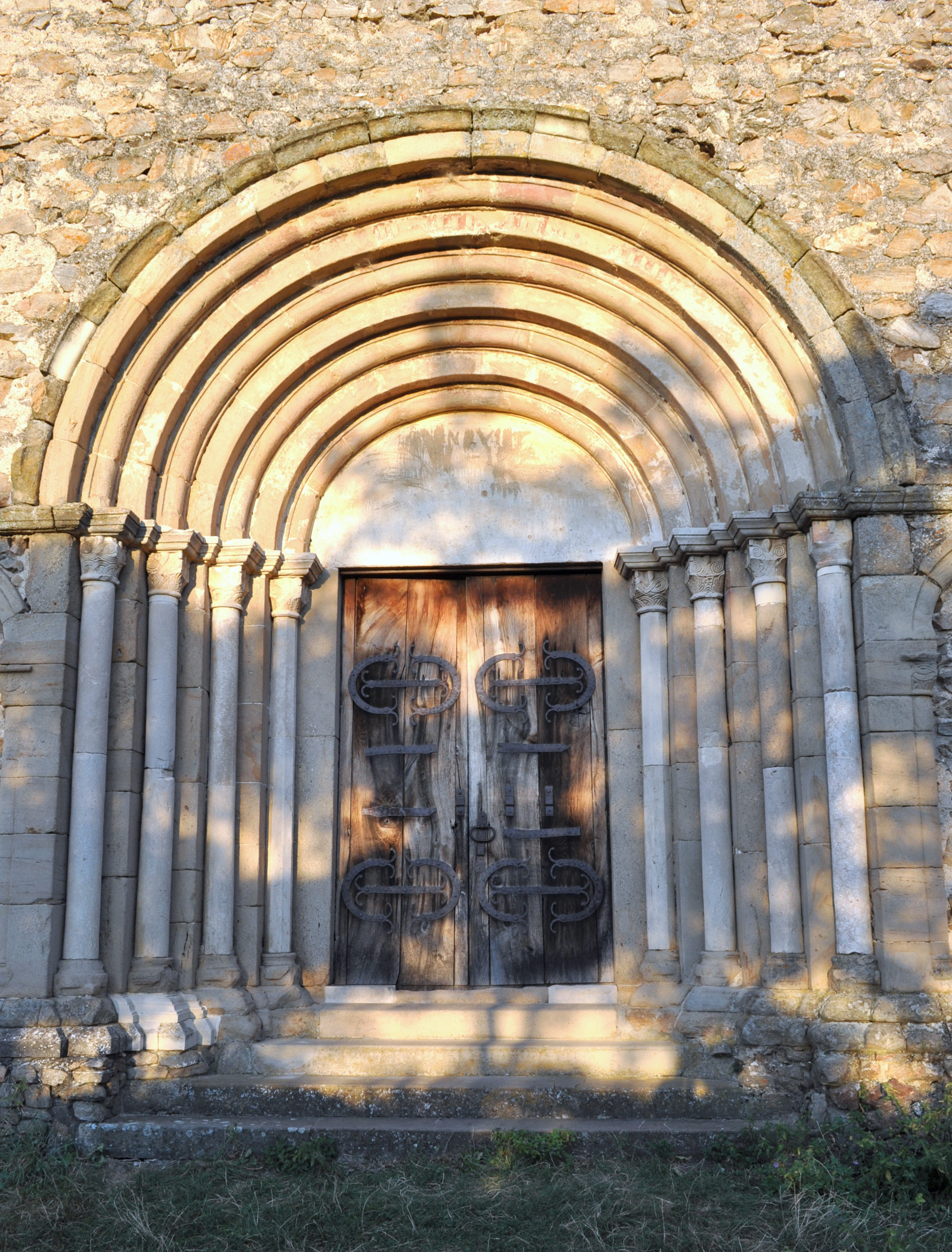
Portalul romanic

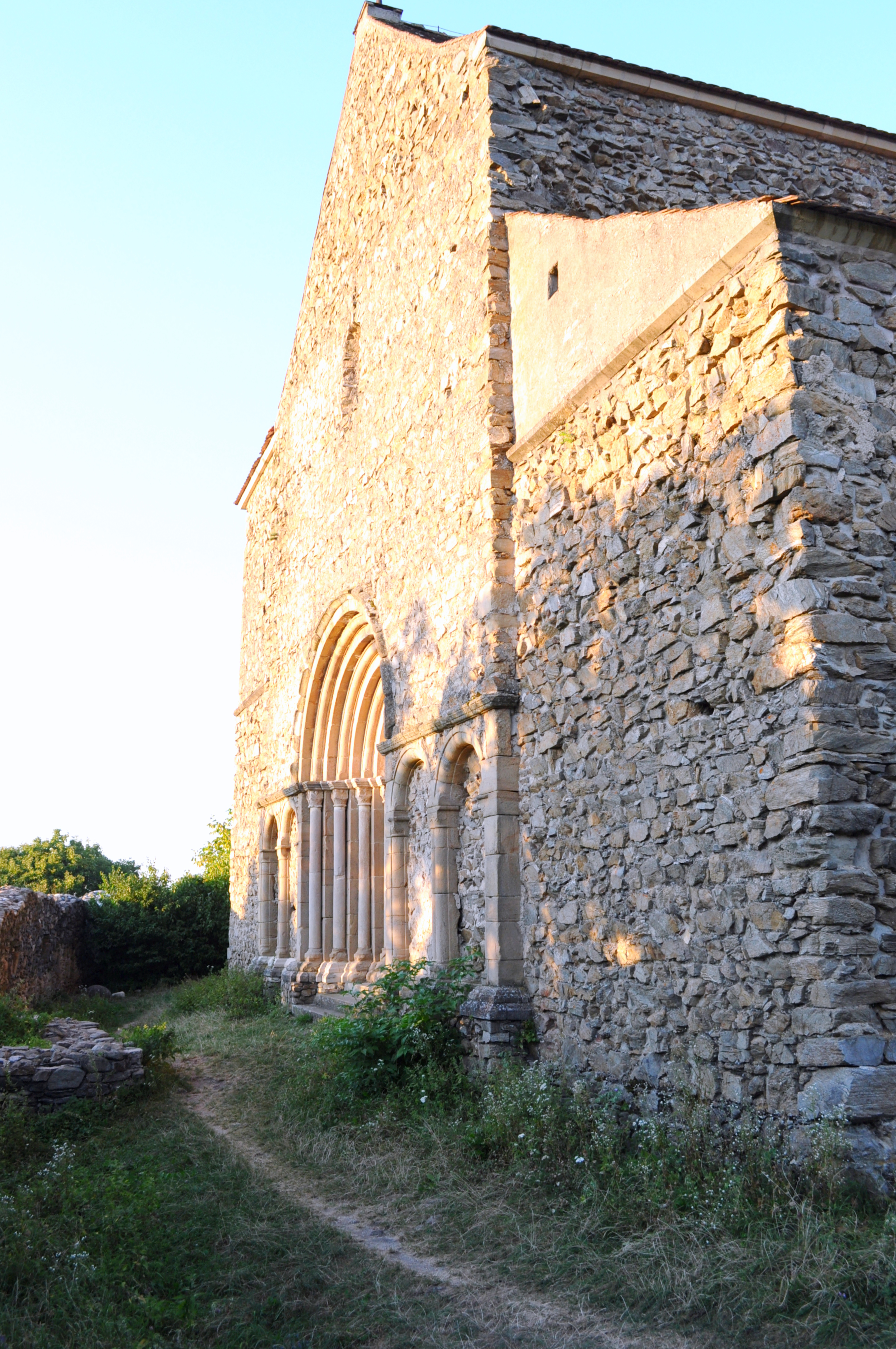
Latura de vest

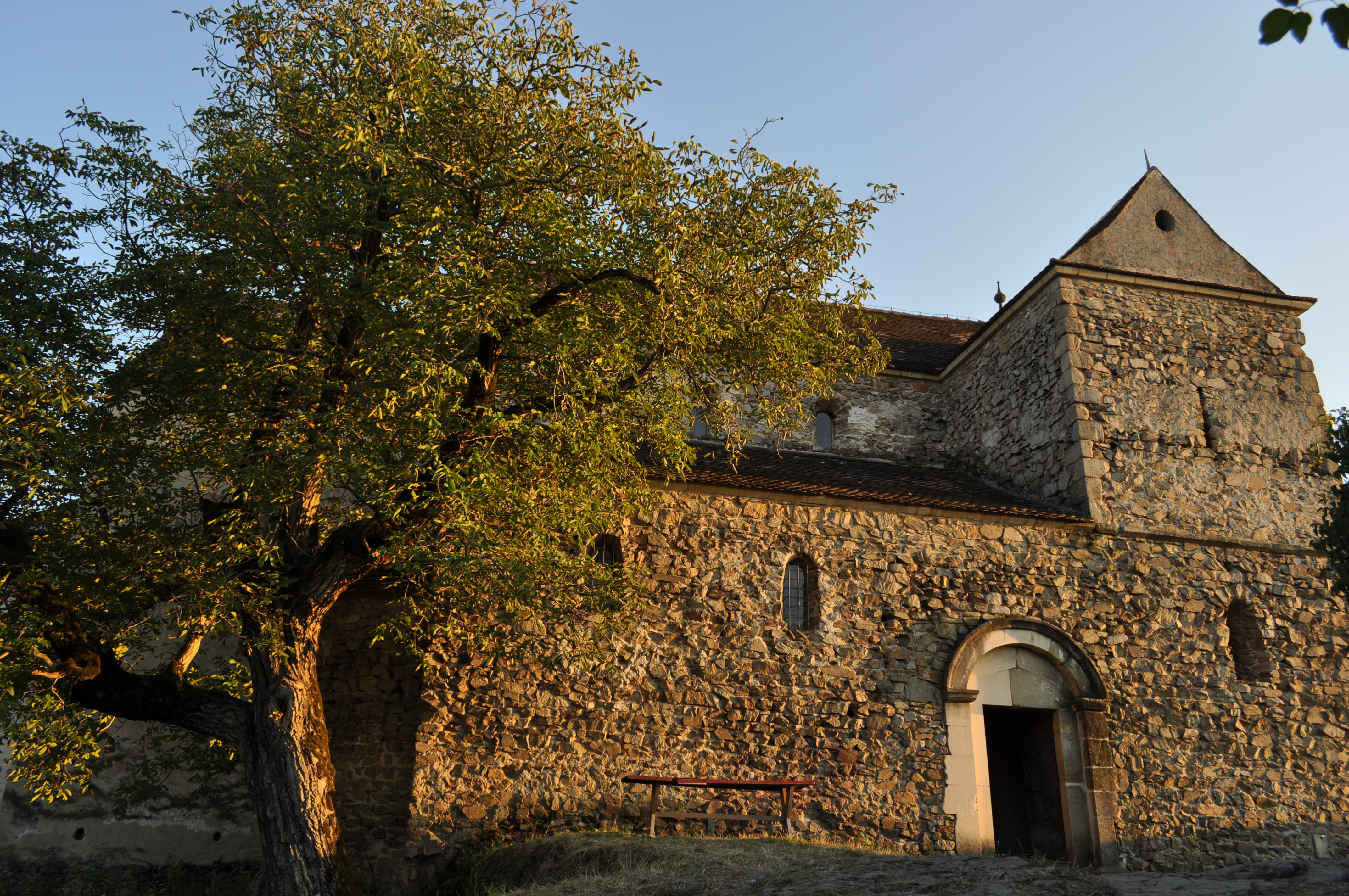
Latura de nord

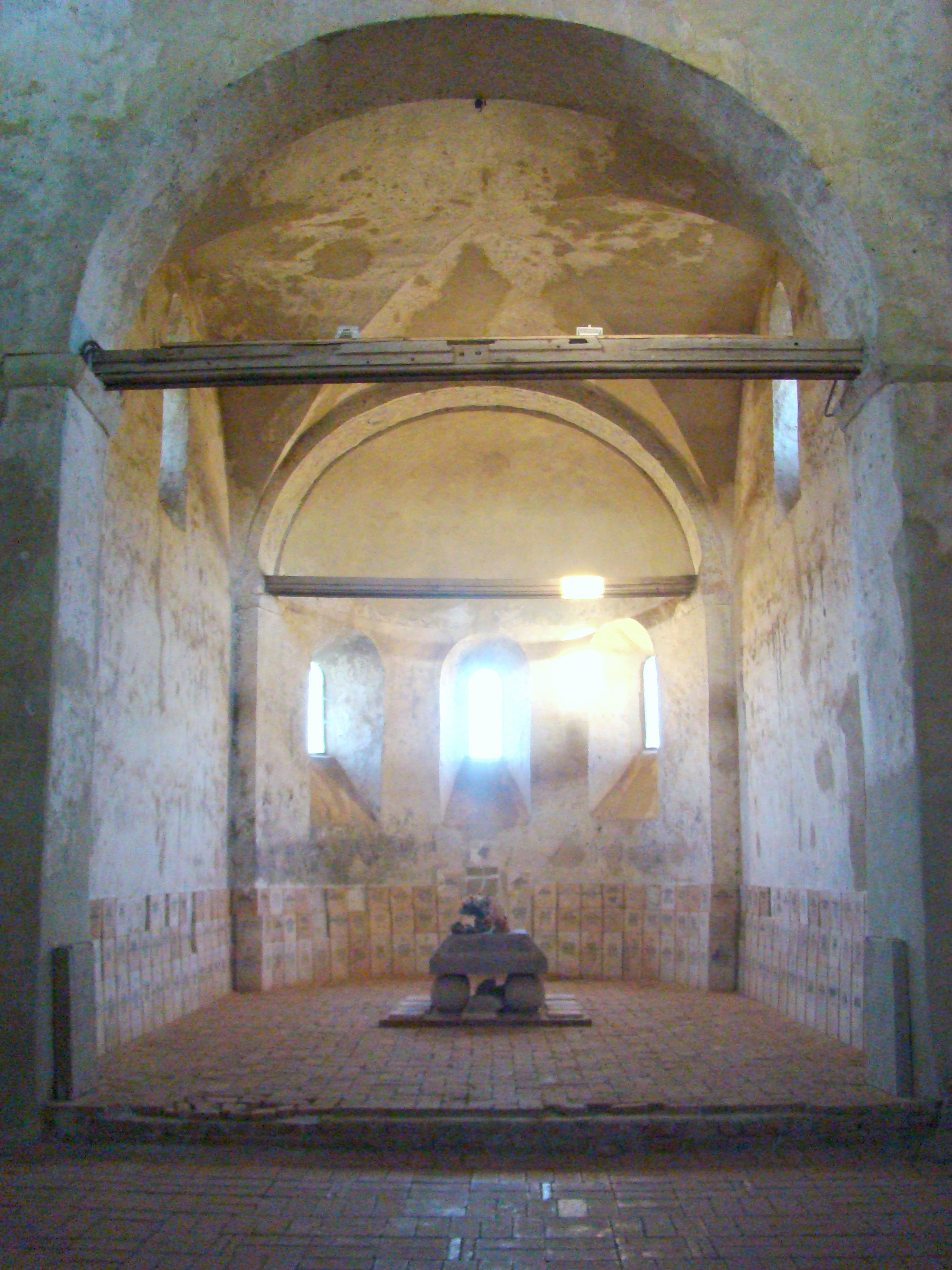
Altar

Plăci comemorative cu numele ofițerilor și soldaților germani și austro-ungari care au căzut în toamna anului 1916 în luptele din jurul Sibiului

## Istoric și trăsături
Conform unui document din 1223, „muntele Sf. Mihail împreună cu biserica și cu pământul ce ține de el” au făcut parte din avutul Prepoziturii Sibiului. Aceasta a făcut un schimb de proprietăți cu regele maghiar Andrei al II-lea (1205-1235). La scurt timp după aceea, regele a dăruit-o favoritului său, magistrul Gocelinus, care la rându-i a dăruit-o, pentru mântuirea sufletului său, abației cisterciene din Cârța. Acest act de donație conține prima menționare documentară a localității Cisnădioara („dealul Sfântului Mihail”). Cu ocazia săpăturilor arheologice făcute în zonă pe parcursul timpului s-a determinat existența unei așezări mult mai vechi din perioada La-Tène, așezare care a fost localizată exact pe dealul unde a fost ridicată biserica Sf. Mihail.

## Biserica
Spre sfârșitul secolului al XII-lea începe să se ridice o biserică romanică scurtă, cu trei nave, corp pătrat, absidă semicirculară, absidiole în partea de est a navelor laterale și cu două turnuri proiectate în partea de vest a colateralelor, care n-au mai fost realizate decât parțial. Acest edificiu se află situat pe vârful stâncos al dealului, deal care prezintă un platou foarte îngust în partea superioară a lui. Edificiul religios este unul din cele mai reprezentative și mai vechi monumente romanice din Transilvania.
Nava centrală, ca la orice bazilică romanică, este mai înaltă decât cele laterale, ea fiind despărțită de celelalte prin intermediul unei singure perechi de stâlpi cu amprentă pătrată pe care se sprijină câte două arce cu deschidere semicirculară (arce în plin cintru). Nava este iluminată cu ajutorul unor ferestre strâmte semicirculare și este acoperită de către o șarpantă aparentă, Navele laterale au bolți semicilindrice iar cele două absidiole (abside mai mici) aflate în partea terminală estică a colateralelor, sunt acoperite cu niște semicalote.
Bazilica are un cor pătrat ce este boltit pe arce frânte în timp ce o semicalotă acoperă absida principală semicirculară. Pe peretele sudic al corului se regăsește o ușă, în prezent zidită, pe care privirea descoperă urme de pictură murală. Cu toate că altarul bisericii a fost demontat, se mai păstrează un fragment sculptat din nișa centrală, fragment datat din anul 1425, care o înfățișează pe Fecioara Maria și care se află în prezent la Muzeul Brukenthal din Sibiu. De asemenea au fost pictate o mulțime de cruci de consacrare în mai multe părți ale bisericii.
Monumentul ecleziastic este deosebit datorită faptului că el nu a fost modificat de-a lungul timpului, așa cum s-a întâmplat cu majoritatea bisericilor din Transilvania. Unele modificări au fost făcute după invazia tătarilor din 1241, modificări care relevă influența șantierelor din Ungaria vestică, influențe ce sunt vizibile și în zona Sibiului și a Sebeșului începând din anul 1260. Biserica ce poate fi văzută astăzi în vârful dealului de la Cisnădioara, este conservată așa din prima jumătate a secolului al XIII-lea, portalul său vestic fiind construit în jumătatea a doua a aceluiași secol. Portalul este constituit din patru arce care sunt sprijinite pe patru perechi de colonete care se termină superior cu capiteluri cubice sculptate, portalul fiind străjuit pe părți de către două arcade oarbe. Deasupra intrării se mai pot vedea astăzi urme de pictură ornamentală de culoare roșie. Prezența acestui portal construit în acele timpuri, denotă o raritate și un fapt excepțional pentru acele vremuri în Transilvania, deoarece este asemănător unei biserici burgunde a secolului al XII-lea de la Saint-Paul-de-Vaux (Franța) sau cu portalul din catedrala de la Strigoniu (Ungaria).
Poate fi menționat aici și faptul că în anul 1940, au fost strămutate în acest loc plăcile funerare ale ofițerilor, soldaților germani și austro-ungari căzuți în 1916, din cimitirul de la Gușterița.
În publicația Deutsche Bauzeitung ("Jurnalul german de construcții") nr. 55 și 56/1924, prof. dr. ing. Hermann Phleps a publicat lucrarea Die Burgkirche zu Michelsberg in Siebenbürgen ("Biserica fortificată din Cisnădioara, în Transilvania") în care preciza că biserica fortificată a fost ridicată în trei etape. Primul a fost înălțat corul, fapt dovedit de modul în care se leagă zidăria sa de cea a zidurilor de est ale navelor laterale, precum și tencuiala calcifiată ce pătrunde adânc în zidărie. La cor se observă și azi tencuiala de pe pereți, în timp ce la cele trei nave atașate ulterior se vede numai zidărie de gnaisuri și micașisturi. Într-o a treia etapă a fost construit etajul turnului din nord. Pentru a permite o mai bună apărare, ușa de acces a fost mutată în zona acoperișului navei laterale nordice, și se putea ajunge la ea doar cu ajutorul unei scări retractabile. După ce a fost lăsată multă vreme în părăsire, în 1778 a fost construit un nou acoperiș pentru biserică. Aceasta le-a servit sătenilor din Cisnădioara ca depozit. În bazilică au fost stivuite cutii și lăzi pentru fructe. Ultima paznică a bisericii fortificate, împreună cu vitele sale, a părăsit în 1963 locuința din cetate.

## Fortificația
Zidul de incintă din jurul bisericii - prevăzut cu un turn de  vest și cu un turn de poartă interior (ulterior refăcut) - a fost ridicat în doua jumătate a secolului al XIII-lea, cu drum de strajă zidit și creneluri. Înălțimea zidurilor este între 4 și 6 metri la exterior și 2 până la 3 metri pe interior. Pe latura nordică a existat un turn care era amplasat la câțiva metri spre exteriorul zidului incintei,  care era legată de acesta prin intermediul unei punți mobile. În interiorul incintei sunt menționați încă din anul 1850 bolovani rotunzi, care se văd și astăzi, folosiți pentru a fi aruncați peste ziduri. Există și o legendă a locului care spune că fiecare fecior înainte de nuntă trebuia să ducă un astfel de bolovan în cetate pentru a-și demonstra puterea.

## Imagini

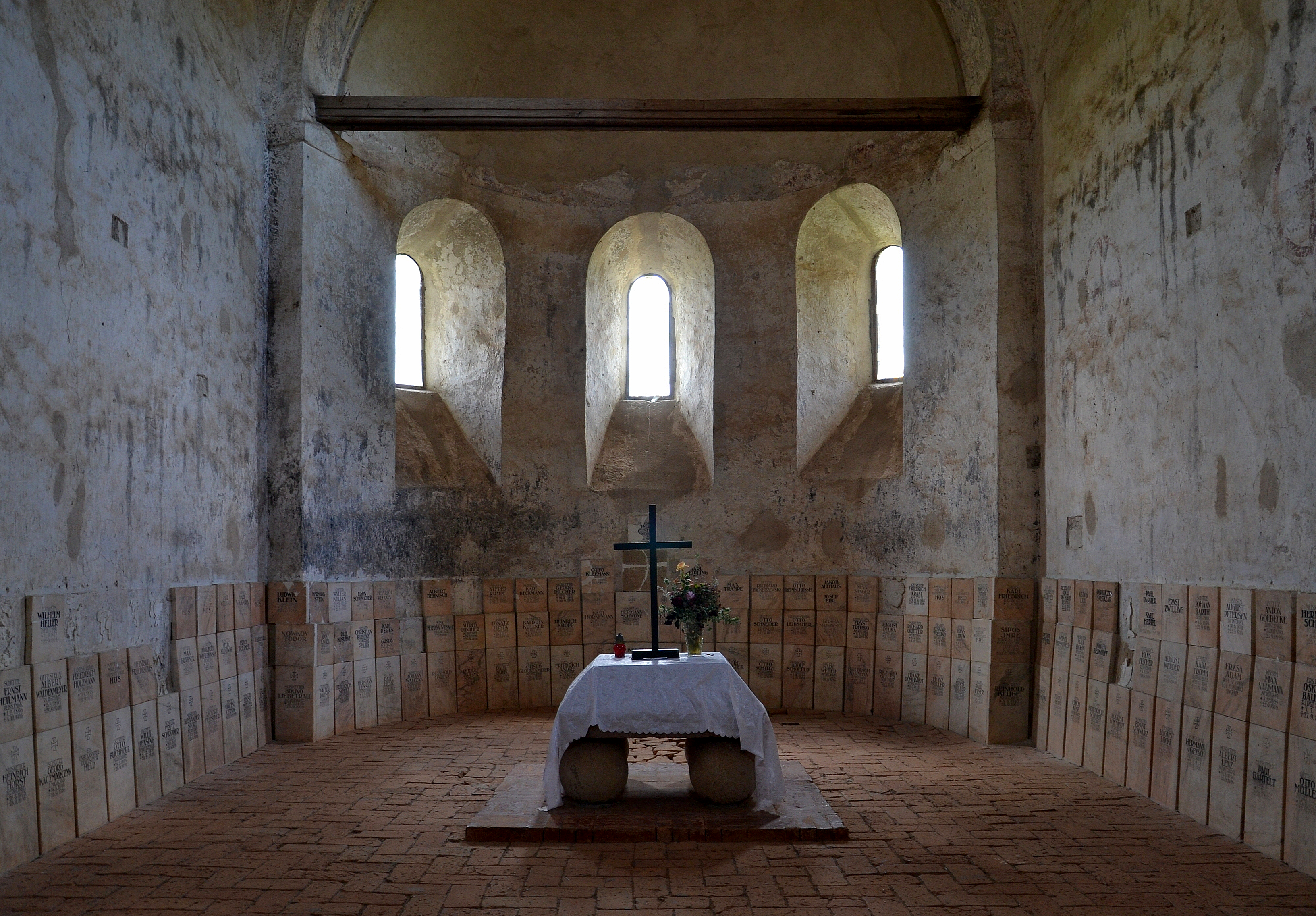
Biserica în stil romanic a Sfântului Mihail din Cisnădioara, România
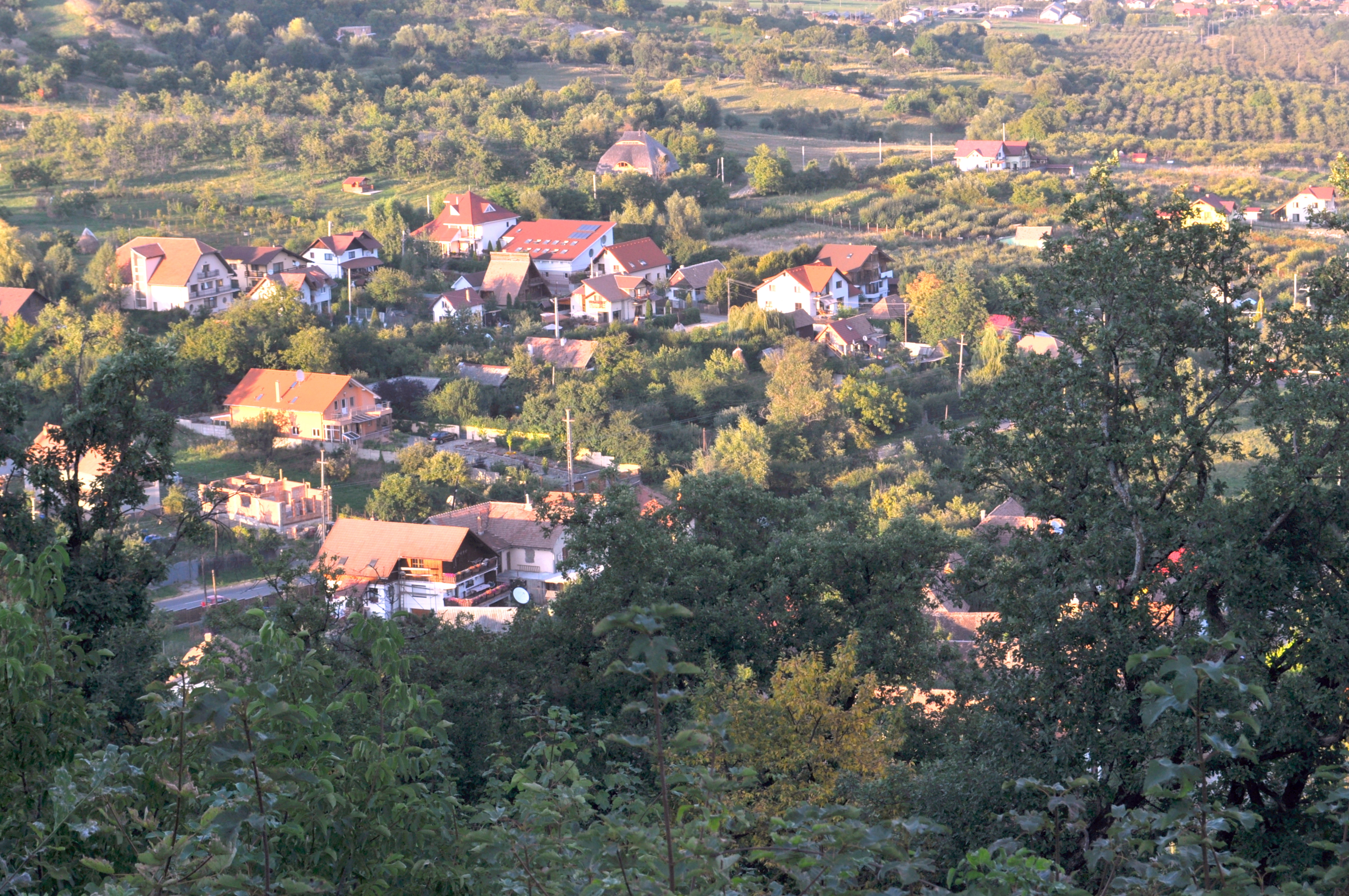